# كيرت ريدل
كيرت ريدل (مواليد سنة 8 أكتوبر 1947) (بالألمانية: Kurt Rydl)‏ هو موسيقي نمساوي، مغني أوبرا وأوراتوريو.

## مسيرتها
ريدل هو واحد من أكثر أصوات باس شهرة. ولد في فيينا، ودرس الغناء في أكاديمية فيينا للموسيقى وكونسرفاتوار موسكو. فاز بمسابقات في برشلونة وباريس.
في عام 2016 حصل على الجائزة الكبرى للثقافة في فيينا بمناسبة الذكرى الأربعين له مع دار أوبرا فيينا.

## روابط خارجية
- كيرت ريدل على موقع IMDb (الإنجليزية)
- كيرت ريدل على موقع ميوزك برينز (الإنجليزية)
- كيرت ريدل على موقع أول ميوزيك (الإنجليزية)
- كيرت ريدل على موقع ديسكوغز (الإنجليزية)
- كيرت ريدل على موقع قاعدة بيانات الفيلم (الإنجليزية)
- كيرت ريدل على موقع كينوبويسك (الروسية)